# Hôpital central de Kainuu
L'hôpital central de Kainuu (finnois : Kainuun keskussairaala), est un hôpital du district hospitalier de Kainuu situé à Kajaani en Finlande.

## Architecture
L'hôpital central de Kainuu, qui se composait d'une tour de dix étages et d'une base de trois étages, est construit en 1968. L'hôpital central de Kainuu à Kajaani était basé sur une proposition de l'architecte Reino Koivula  qui a remporté le concours d'architecte ne 1962.
En 2020-2021, un nouveau bâtiment de l'hôpital central est achevé et il est progressivement mis en service. 
Le déménagement de l'ancien bâtiment de l'hôpital devrait s'achever à l'automne 2021,,.
Ensuite, l'ancien hôpital central pourra être démoli.

## Présentation
L'hôpital central emploie 900 personnes, dont 221 infirmiers.
Chaque année, l'hôpital assure environ 60 000 journées d'hospitalisation dans les services de soins somatiques de l'hôpital et environ 23 000 journées dans les services de soins psychiatriques.
Annuellement, il accueille environ 140 000 visites ambulatoires par an dans les cliniques somatiques et environ 54 000 visites dans les cliniques psychiatriques.

## Galerie

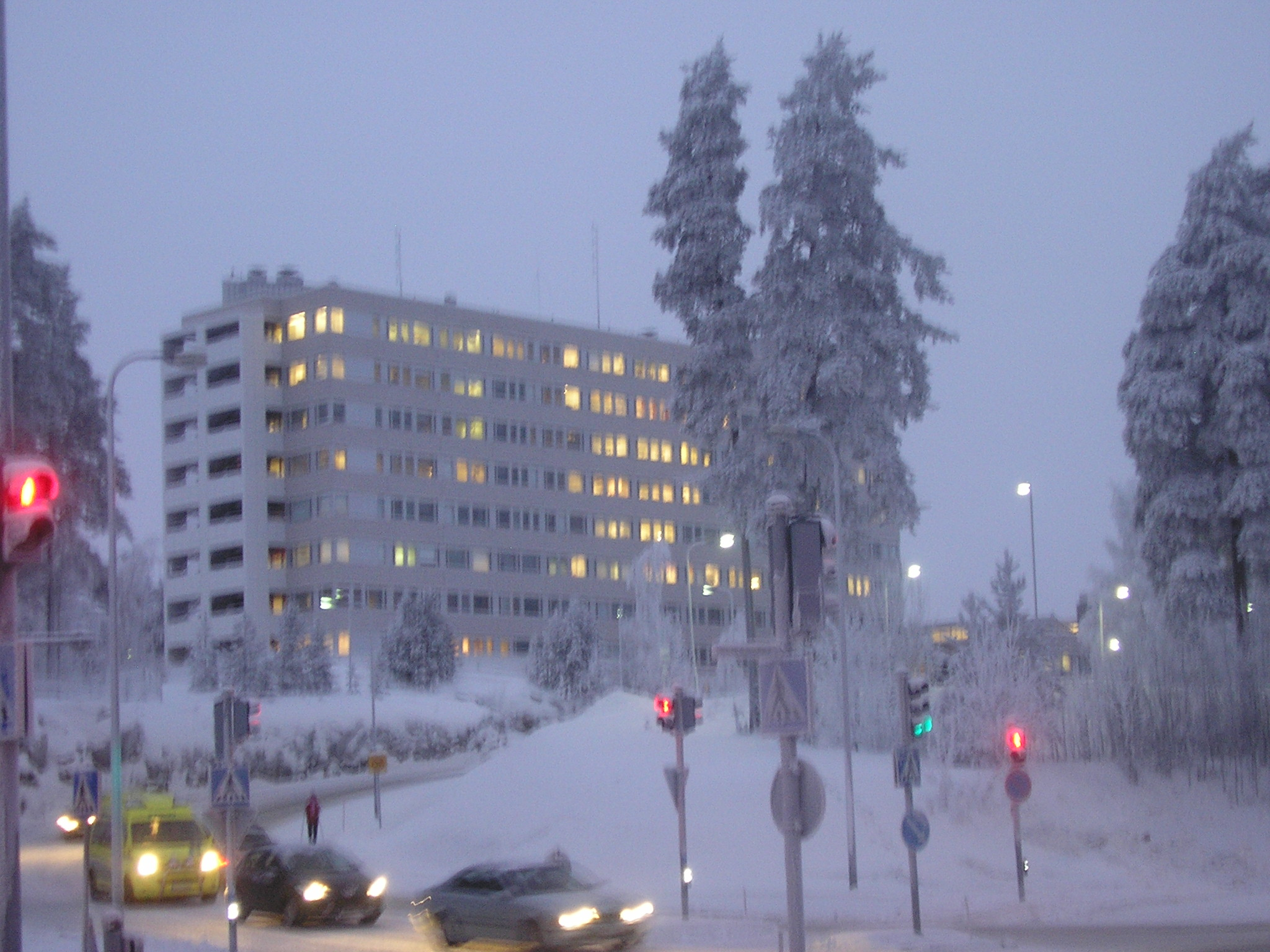
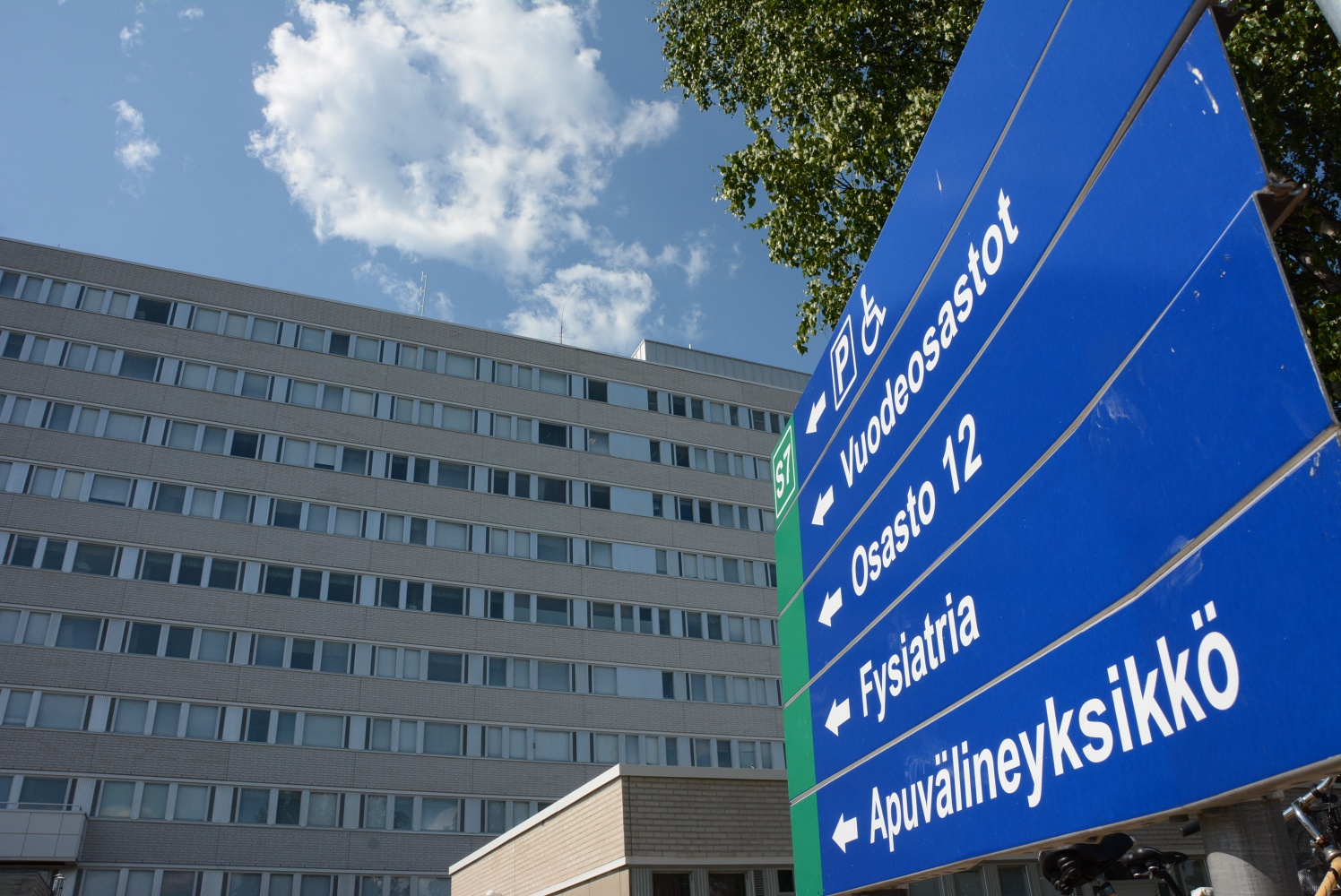